# Кремлёвский доклад
«Кремлёвский доклад» — документ, представленный 29 января 2018 года Министерством финансов Соединённых Штатов Америки Конгрессу США в соответствии с разделом 241 закона «О противодействии противникам США посредством санкций» (CAATSA; подписан президентом США Дональдом Трампом в августе 2017 года). 
Название «Кремлёвский доклад» является неофициальным и возникло в российских средствах массовой информации (СМИ).

## Опубликованный доклад
Один из пяти представленных документов, озаглавленный «Доклад конгрессу в соответствии с разделом 241 Закона о противодействии противникам Америки с помощью санкций от 2017 года о высокопоставленных иностранных политических деятелях и олигархах Российской Федерации и о российских предприятиях с участием государственного капитала», не засекречен (был официально опубликован) и содержит в приложении список 96 лиц: «высокопоставленных политических деятелей и олигархов Российской Федерации» (терминология доклада). В самом докладе содержится прямое разъяснение, что он не есть санкционный список и включение в него «никоим образом не должно быть истолковано как введение санкций в отношении этих лиц или организаций».

### Список лиц, перечисленных в открытой части доклада
Знаком ✱ помечены лица, подвергнутые санкциям в соответствии с санкционными программами, установленными американским законом (на момент публикации доклада).
Знаком ✤ помечены лица, подвергнутые санкциям США после публикации доклада.

#### Список высокопоставленных политических деятелей
1. Антон Вайно
2. Алексей Громов ✱
3. Сергей Кириенко
4. Магомедсалам Магомедов
5. Владимир Островенко
6. Дмитрий Песков
7. Владислав Китаев
8. Андрей Белоусов
9. Лариса Брычева
10. Владислав Сурков ✱
11. Игорь Левитин
12. Владимир Кожин ✱
13. Юрий Ушаков
14. Андрей Фурсенко ✱
15. Николай Цуканов
16. Константин Чуйченко
17. Евгений Школов ✤[6]
18. Игорь Щеголев ✱
19. Александр Бедрицкий
20. Сергей Глазьев ✱
21. Сергей Григоров
22. Герман Клименко
23. Антон Кобяков
24. Александра Левицкая
25. Владимир Толстой
26. Михаил Федотов
27. Вениамин Яковлев
28. Артур Муравьев
29. Гарри Минх
30. Михаил Кротов
31. Анна Кузнецова
32. Борис Титов
33. Михаил Бабич
34. Александр Беглов
35. Олег Белавенцев  ✱
36. Алексей Гордеев
37. Сергей Меняйло ✱
38. Юрий Трутнев
39. Владимир Устинов  ✤[6]
40. Игорь Холманских
41. Александр Манжосин
42. Владимир Чернов
43. Олег Говорун ✤[6]
44. Дмитрий Медведев
45. Игорь Шувалов
46. Сергей Приходько
47. Александр Хлопонин
48. Виталий Мутко
49. Аркадий Дворкович
50. Ольга Голодец
51. Дмитрий Козак ✱
52. Дмитрий Рогозин ✱
53. Михаил Абызов
54. Александр Ткачев
55. Владимир Пучков
56. Николай Никифоров
57. Михаил Мень
58. Владимир Мединский
59. Сергей Шойгу
60. Максим Орешкин
61. Ольга Васильева
62. Александр Новак
63. Александр Галушка
64. Антон Силуанов
65. Сергей Лавров
66. Вероника Скворцова
67. Денис Мантуров
68. Владимир Колокольцев ✤[6]
69. Александр Коновалов
70. Максим Топилин
71. Сергей Донской
72. Лев Кузнецов
73. Павел Колобков
74. Максим Соколов
75. Валентина Матвиенко ✱
76. Сергей Нарышкин ✱
77. Вячеслав Володин ✱
78. Сергей Иванов ✱
79. Николай Патрушев  ✤[6]
80. Владимир Булавин
81. Валерий Герасимов
82. Игорь Коробов  ✱
83. Рашид Нургалиев
84. Георгий Полтавченко
85. Сергей Собянин
86. Юрий Чайка
87. Александр Бастрыкин ✱
88. Виктор Золотов ✤[6]
89. Дмитрий Кочнев
90. Александр Бортников
91. Андрей Артизов
92. Юрий Чиханчин
93. Александр Линец
94. Александр Колпаков
95. Валерий Тихонов
96. Алексей Миллер ✤[6]
97. Игорь Сечин ✱
98. Герман Греф
99. Олег Белозеров
100. Андрей Костин ✤[6]
101. Сергей Чемезов ✱
102. Олег Бударгин
103. Борис Ковальчук
104. Алексей Лихачев
105. Николай Токарев
106. Андрей Акимов ✤[6]
107. Наиль Маганов
108. Виталий Савельев
109. Андрей Шишкин
110. Юрий Слюсарь
111. Николай Шульгинов
112. Сергей Горьков
113. Сергей Иванов
114. Роман Дашков

#### Список олигархов
1. Александр Абрамов
2. Роман Абрамович
3. Араз Агаларов
4. Фархад Ахмедов
5. Вагит Алекперов
6. Игорь Алтушкин
7. Алексей Ананьев
8. Дмитрий Ананьев
9. Василий Анисимов
10. Роман Авдеев
11. Петр Авен
12. Елена Батурина
13. Алексей Богачев
14. Владимир Богданов  ✤[6]
15. Леонид Богуславский
16. Андрей Бокарев
17. Олег Бойко
18. Николай Буйнов
19. Олег Дерипаска ✤[6]
20. Александр Джапаридзе
21. Леонид Федун
22. Глеб Фетисов
23. Михаил Фридман
24. Александр Фролов
25. Филарет Гальчев
26. Сергей Галицкий
27. Валентин Гапонцев
28. Сергей Гордеев
29. Андрей Гурьев
30. Юрий Гущин
31. Михаил Гуцериев
32. Саит-Салам Гуцериев
33. Зарах Илиев
34. Дмитрий Каменщик
35. Вячеслав Кантор
36. Самвел Карапетян
37. Евгений Касперский
38. Сергей Кациев
39. Сулейман Керимов ✤[6]
40. Игорь Кесаев
41. Данил Хачатуров
42. Герман Хан
43. Виктор Харитонин
44. Александр Клячин
45. Петр Кондрашев
46. Андрей Косогов
47. Юрий Ковальчук
48. Андрей Козицын
49. Алексей Кузьмичев
50. Лев Кветной
51. Владимир Лисин
52. Анатолий Ломакин
53. Зиявудин Магомедов
54. Игорь Макаров
55. Искандер Махмудов
56. Александр Мамут
57. Андрей Мельниченко
58. Леонид Михельсон
59. Юрий Мильнер
60. Борис Минц
61. Андрей Молчанов
62. Алексей Мордашов
63. Вадим Мошкович
64. Александр Несис
65. Год Нисанов
66. Александр Пономаренко
67. Сергей Попов
68. Владимир Потанин
69. Михаил Прохоров
70. Дмитрий Пумпянский
71. Мегдет Рахимкулов
72. Андрей Раппопорт
73. Виктор Рашников
74. Аркадий Ротенберг
75. Борис Ротенберг
76. Дмитрий Рыболовлев
77. Айрат Шаймиев
78. Радик Шаймиев
79. Кирилл Шамалов ✤[6]
80. Юрий Шефлер
81. Альберт Шигабутдинов
82. Микаил Шишханов
83. Леонид Симановский
84. Андрей Скоч ✤[6]
85. Александр Скоробогатько
86. Рустем Сультеев
87. Александр Светаков
88. Геннадий Тимченко
89. Олег Тиньков
90. Роман Троценко
91. Алишер Усманов
92. Виктор Вексельберг ✤[6]
93. Аркадий Волож
94. Вадим Якунин
95. Владимир Евтушенков
96. Гавриил Юшваев